# سرزمین ویلکز

موقعیت سرزمین ویکلز در جنوبگان

سرزمین ویلکز (انگلیسی: Wilkes Land) پهنه بزرگی در شرق جنوبگان است که رسماً به عنوان بخشی از قلمرو جنوبگان استرالیا مورد ادعای استرالیا است. هرچند اعتبار این ادعا در دوران عملیاتی بودن سیستم پیمان جنوبگان است که استرالیا نیز آن را امضا کرده‌است.
سرزمین ویکلز در جنوب اقیانوس هند در میان ساحل ملکه ماری و سرزمین ادلی از دماغه هوردرن در '۳۱°۱۰۰ شرقی تا '۱۱°۱۳۶ شرقی گسترده شده‌است. این سرزمین به شکل یک قطاع به طول حدود ۲۶۰۰ کیلومتر تا قطب جنوب ادامه دارد و مساحت آن حدود ۲٬۶۰۰٬۰۰۰ کیلومتر است که بخش عمده آن پوشیده از یخچال‌های طبیعی است.